# Reactor d'aigua bullent

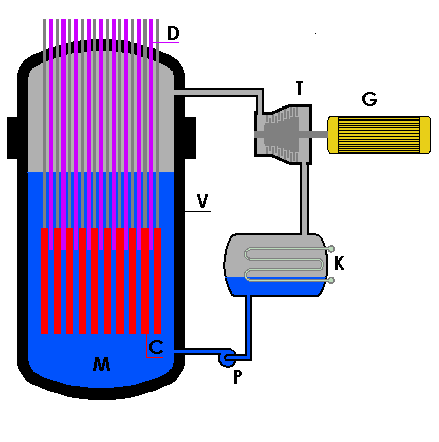
Esquema d'una central nuclear amb reactor BWR

Un reactor d'aigua bullent o BWR (de l'anglès boiling water reactor) és un tipus de reactor nuclear (que és un dispositiu que tenen les centrals nuclears) que es caracteritza pel fet que s'hi usa aigua a pressió com a moderador dels neutrons i com a refrigerant del nucli. El combustible utilitzat són òxids d'urani enriquit entre el 2% i el 4%. Es tracta del segon tipus de reactor nuclear més habitual al món, ja que era a 93 de les 430 centrals nuclears al món, una mica menys del 22% (dades de 1997). L'aigua bull, i així produeix vapor, directament al nucli del reactor.
Utilitza un sol circuit de refrigeració, de forma que el vapor que mou la turbina està format per aigua que ha passat per l'interior del reactor. Per això l'edifici de turbines ha d'estar protegit per evitar emissions radioactives. Per altra banda, la necessitat de més espai pels assecadors de vapor i separadors al vas del reactor obliguen que les barres de control entrin per la part inferior del reactor, de manera que es necessita energia auxiliar per pujar-les i aturar el reactor en cas d'emergència.
És el tipus de reactor utilitzat a la central nuclear de Cofrents.